# Mixcoatlus melanurus
Espèce
Synonymes
- Trimeresurus melanurus Müller, 1923
- Ophryacus melanurus (Müller, 1923)

Statut de conservation UICN

 EN B1ab(iii) : En danger
Mixcoatlus melanurus est une espèce de serpents de la famille des Viperidae.

## Répartition
Cette espèce est endémique du Mexique. Elle se rencontre dans le sud de l'État de Puebla et le Nord-Ouest de l'État d'Oaxaca.

## Description
C'est un serpent venimeux.

## Publication originale
- Müller, 1924 "1923" : Über neue oder seltene Mittel- und Südamerikanische Amphibien und Reptilien. Mitteilungen aus dem Zoologischen Museum in Berlin, vol. 11, no 1, p. 75-93.